# Russafa
Russafa és un barri de la ciutat de València, inclòs en el districte de l'Eixample. Fou municipi independent fins al 1877, moment en el qual és annexionat a la ciutat. El seu nom és un arabisme que vol dir 'jardí'.

## Geografia

Plànol aproximat dels termes municipals de València i els seus voltants entre 1840 i 1850

El barri de Russafa limita amb els de Sant Francesc (al districte de Ciutat Vella) pel nord; el Pla del Remei i Gran Via (al mateix districte de l'Eixample) per l'est; Montolivet, En Corts i Malilla (a Quatre Carreres) pel sud; i amb els barris de la Roqueta i Arrancapins (a Extramurs) per l'oest.
Amb una extensió de 87,8 hectàrees, el barri té una forma trapezoide, la part estreta del qual es troba al nord, coincidint amb el sector més a l'oest del carrer de Xàtiva (on es troba la plaça de Bous). El límit sud, el marca l'avinguda de Peris i Valero i als laterals el carrer de Russafa i l'avinguda del Regne de València per l'est, i l'estació del Nord per l'oest.
L'antic terme municipal de Russafa s'estenia per la zona sud-oest de l'actual terme de València, des de l'actual barri fins a L'Albufera, englobant dins d'aquest pedanies i barris com Pinedo, Natzaret, el Saler, la Font de Sant Lluís, Malilla, Montolivet i la Punta.

## Història

Antic escut de Russafa.

L'origen de Russafa es troba en una finca d'esbarjo construïda per Abd-Al·lah al-Balansí en el segle ix a uns 2 quilòmetres de la ciutat de València, a imitació de la que edificara el seu pare, Abd-ar-Rahman I, en les proximitats de Còrdova. Aquesta finca va haver de desaparèixer bastant prompte, ja que els fills d'al-Balansí no van continuar residint a València, però la zona enjardinada al seu voltant es va conservar i va ser emprada com a lloc d'esplai i parc públic, com testimonien els poetes ar-Russafí, aix-Xaqundí, Ibn Amira o Ibn al-Abbar, entre d'altres. Al voltant d'aquests jardins es va originar una alqueria, que és el nucli del posterior poblat.
Russafa va constituir un municipi independent des de 1811 fins al 12 de desembre de 1877, en què va tornar a formar part de l'Ajuntament de València. El 1860, tenia 13.013 habitants. Abans d'unir-se a la ciutat de València, estava compost per alqueries i jardins limítrofs amb l'entrada sud de la ciutat emmurallada.
Durant molt de temps se la va conèixer com «la terra del ganxo», pel fet que el poble de Russafa estava connectat per canals a l'Albufera i molts dels seus habitants treballaven en els camps d'arròs i hi anaven amb barca perxant; aquestes perxes acabaven en un ganxo.

## Demografia
Entre els anys 80 i principis dels 2000, el barri va perdre vora el 15% de la seua població. La dinàmica es va invertir gràcies a l'arribada d'habitants estrangers, que l'any 2009 representaven el 20% de la població total, sobretot originaris d'Amèrica del Sud.
| 1981   | 1986   | 1991   | 1996   | 2007   | 2008   | 2009   | 2020   |
| ------ | ------ | ------ | ------ | ------ | ------ | ------ | ------ |
| 29.624 | 26.727 | 25.357 | 24.380 | 24.937 | 25.062 | 25.134 | 23.785 |

## Urbanisme

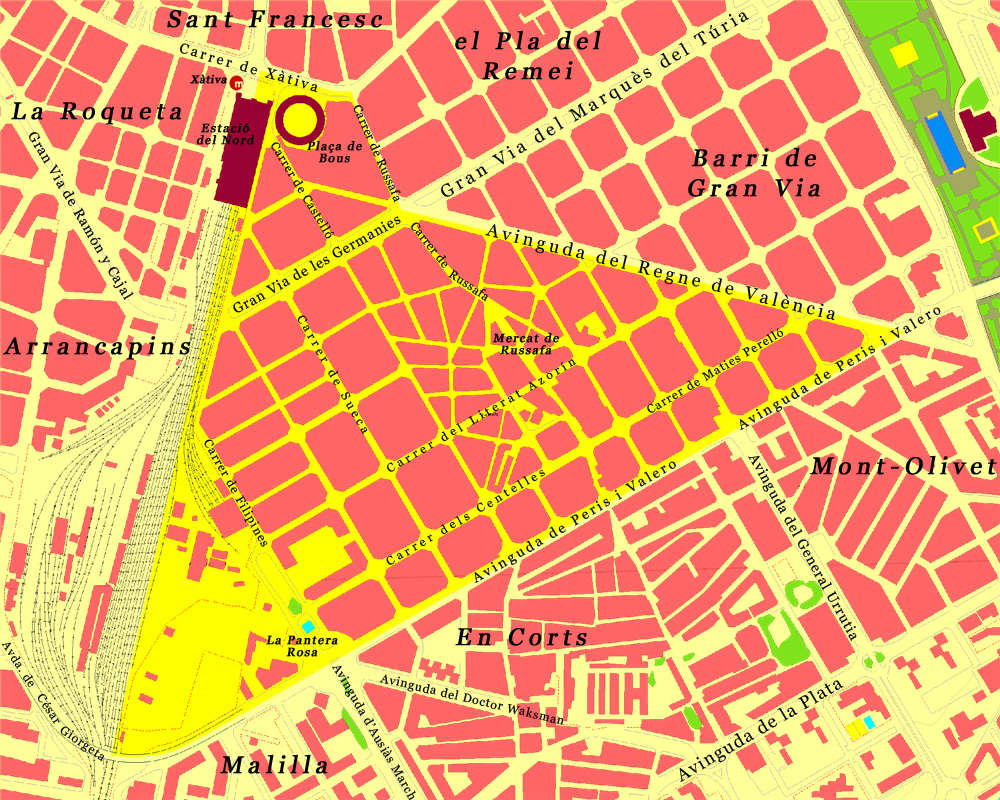
Plànol del barri

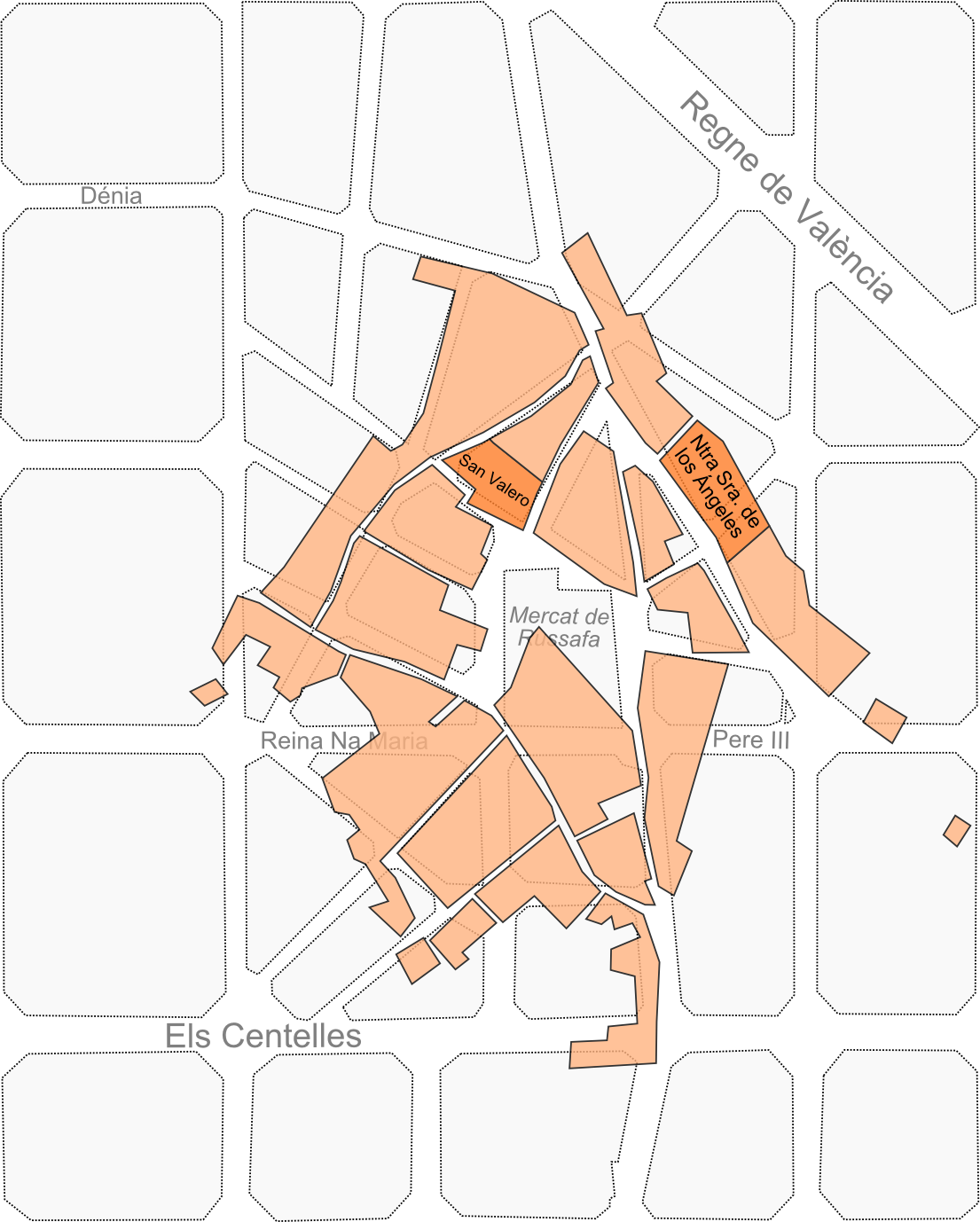
Plànol de Russafa entre el 1811 i 1883 superposat a l'actual plànol ortogonal de l'Eixample de València, en el qual va influir notablement

El barri fou incorporat a la trama urbana de la ciutat a finals del segle xix, quan es dissenya l'Eixample de València. La trama irregular dels carrers de Russafa fou incorporada al plànol en quadrícula de l'Eixample de manera integrada, respectant la irregularitat de la parcel·lació, cosa que encara és palesa al plànol de la ciutat. Els successius plans de l'Eixample (1887, 1912 i 1924), els dos darrers dissenyats per Francesc Mora, propicien la substitució de les antigues edificacions de l'antic poblat per nous edificis que hauran d'ajustar-se a les noves ordenances i a les noves alineacions, formant illes amb algunes limitacions, en un intent de millorar la qualitat higiènica dels habitatges. La construcció de l'Eixample en aquesta zona es realitza fonamentalment, en les primeres dècades del segle xx, amb un notable increment de les alçades a partir de 1925. La desaparició del traçat del ferrocarril dona lloc a l'avinguda del Regne de València, impulsant el creixement a l'entorn de l'antic poblat de Russafa, el traçat del qual es modificarà sota la pressió de la trama rectangular.
Al llarg del segle xx, continuen les modificacions del plànol del barri amb l'obertura de carrers com el del Literat Azorín, que modifica definitivament el traçat de la trama antiga seccionant-la, o la dels carrers Centelles i Francesc Sempere, que donarà lloc a un espai regular on s'ubicarà el mercat de Russafa.

## Monuments

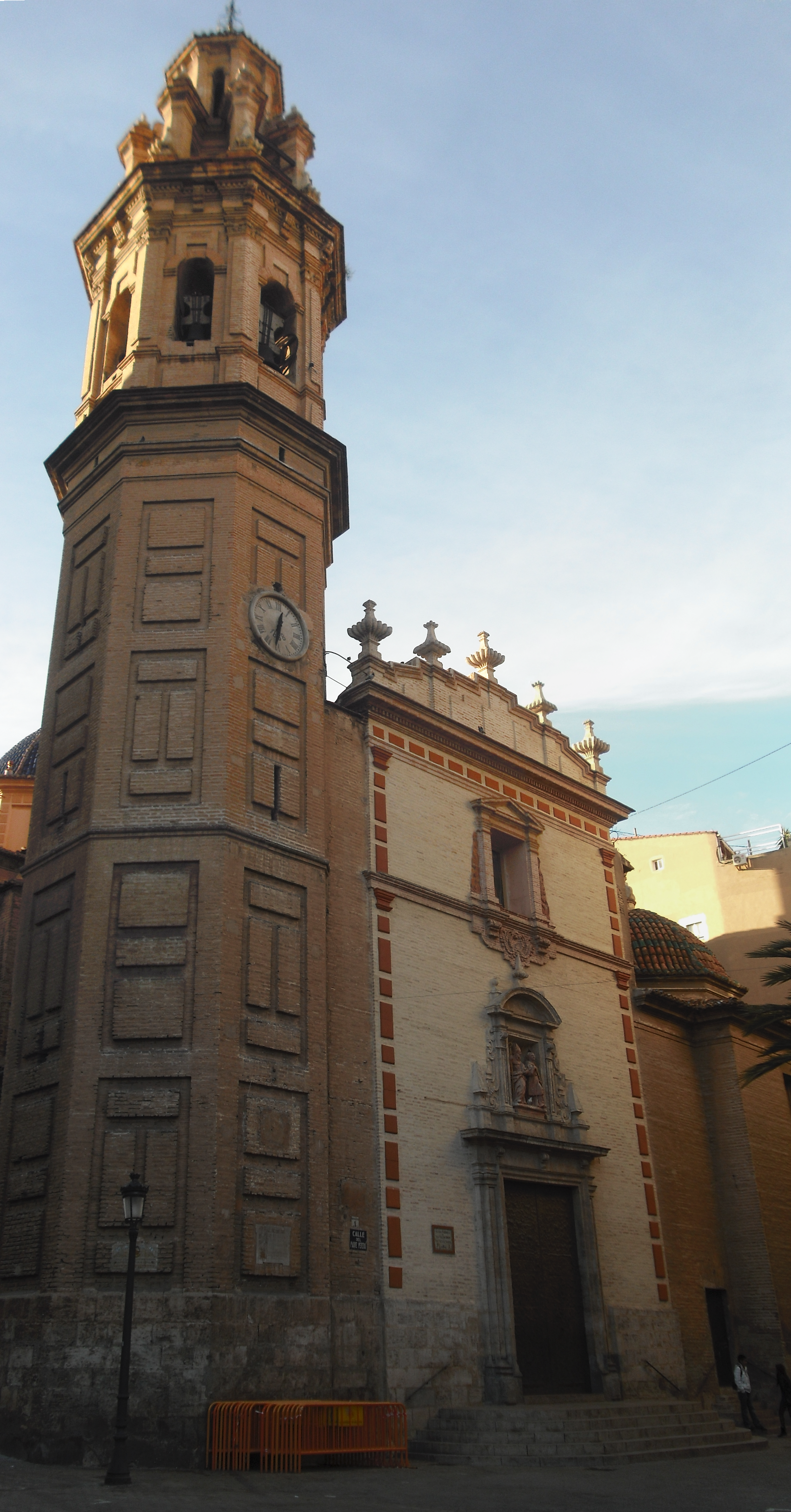
Església de Sant Valeri

### Monuments religiosos
- Església de Sant Valer. L'església s'alça sobre altra anterior incendiada el 1415. El seu traçat i la direcció de la primera etapa de la seua construcció s'atribuïx a Tomás Leonardo Esteve, mentre que a Juan Bautista Pérez i al seu fill Juan Pérez Castella la decoració barroca, hui gairebé desapareguda, de l'interior. És de planta de creu llatina d'una sola nau, i 6 capelles laterals entre contraforts. El campanar, possible obra de Josep Mínguez, s'acaba el 1740. Incendiada el 1936, es reconstrueix el 1939 per Salvador i Manuel Pascual i José Luis Testor.

- Convent de Nostra Senyora dels Àngels. Un altre monument religiós amb matisos històrics és el convent de Nostra Senyora dels Àngels, que podem trobar en el carrer General Prim. El 22 d'abril de 1238, Jaume I va instal·lar-ne el seu campament a Russafa, per assetjar la ciutat de València; el 14 de setembre iniciava converses amb Zayyan, rei moro de València, culminant amb la rendició de València el 28 del mateix mes, i signà esta rendició en el lloc que ocupa avui este convent. El rei Jaume I i el seu exèrcit van fer l'entrada a València el 9 d'octubre. Es pot veure en la seua façana principal una placa commemorativa d'este esdeveniment històric.

### Monuments civils
- Mercat de Russafa. El Mercat municipal de Russafa és un dels monuments característics del barri. Va ser projectat per Julio Bellot Senet, segons acord de l'Ajuntament de 1954, i iniciades les obres a fins de maig de 1957. Està situat en el nucli del barri, enfront de l'església barroca de Sant Valeri i Sant Vicent Màrtir.

- Edifici Navarro, obra de l'arquitecte valencià Enric Pecourt, és una mostra de l'arquitectura moderna dels anys trenta del segle xx.

- Placa escultòrica d'En Bernardino Landete Aragó. Relleu escultòric en perfil amb els trets facials del pare de l'estomatologia espanyola, instal·lat en la plaça del Doctor Landete. Aquest relleu va ser sufragat principalment pel col·lectiu d'odontòlegs valencians.

## Comunicacions
L'any 2006 es va començar a construir la Línia 10 de Metrovalència, que connecta Natzaret amb Russafa, però la Generalitat Valenciana va aturar la construcció el 2011 per falta de pressupost. Les obres van ser reanudades el juny de 2020 pel nou govern valencià. Va iniciar el servei al públic el 17 de maig de 2022. També és projecta una futura ampliació des de la parada de Natzaret fins a Neptú, així al llarg d'aquesta ruta connectarà amb les línies 6, 8 i la futura línia 11.